# يرسينية فردريكسنية
يرسينية فردريكسنية (الاسم العلمي: Yersinia frederiksenii) هي نوع من البكتيريا تتبع جنس اليرسينية من فصيلة الأمعائيات.